# Silas Stone
Silas Stone es un personaje que aparece en las historietas publicadas por DC Comics. Es el padre de Cyborg y el creador de la Torre de los Titanes. Silas Stone apareció por primera vez en DC Comics Presents #26 y lo crearon Marv Wolfman y George Pérez.
Silas Stone ha aparecido en varias adaptaciones, apareciendo primero en forma animada. El actor Joe Morton interpretó al personaje en las películas del DC Extended Universe Batman v Superman: Dawn of Justice (2016) y Liga de la Justicia (2017). Phil Morris interpreta al personaje de la serie de televisión Doom Patrol en DC Universe.

## Biografía del personaje ficticio
Silas Stone es un científico que trabajó anteriormente en S.T.A.R. Labs y es el padre de Victor Stone. Culpándose a sí mismo por el accidente que dañó el 90% del cuerpo de su hijo durante sus días de escuela secundaria, Silas Stone tuvo que convertir a su hijo en un cyborg que llevó a Victor Stone a tomar el nombre de Cyborg. Cuando Víctor culpó a su padre por el accidente, Silas intentó sanar el odio de su hijo hacia él ayudando a construir la Torre de los Titanes para los Jóvenes Titanes.
Mientras estaba en su lecho de muerte después de años de no poder compensar a su hijo debido a que murió por envenenamiento por radiación causado por un monstruo contra el que luchaban los Jóvenes Titanes, Silas finalmente se reconcilió con Cyborg cuando falleció.
En septiembre de 2011, The New 52 reinició la continuidad de DC. En esta nueva línea de tiempo, Silas Stone es un científico en el edificio del Estudio Súper Humano de S.T.A.R. Labs en Detroit que estudia una caja misteriosa cuando se le informa de la llegada de su hijo Víctor. Mientras Silas estaba molesto porque Víctor se presentó en su lugar de trabajo, Víctor le habla sobre las becas que recibió. Silas afirma que no necesita una beca ya que ya está pagando por su escuela, lo que lleva a los dos a discutir sobre ello. Cuando la caja en posesión de la Liga de la Justicia y la caja en S.T.A.R. Labs se activan, salen los Parademonios y Victor es destrozado. Silas acuna el cuerpo dañado de su hijo y promete no perderlo como perdió a su esposa. Con la ayuda de algunos compañeros de trabajo, Silas lleva a su hijo a una habitación segura mientras le dice que se quede allí. Después del breve paro cardíaco de Victor mientras su cuerpo está equipado con tecnología experimental, Silas comienza a escuchar a Cyborg citar el código binario que indica que su cuerpo reparado ahora está en línea. Cuando Víctor sale de la habitación en su cuerpo como Cyborg, defiende a su padre de los Invasores Parademonios.
Durante la historia de "Forever Evil", Batman y Catwoman llegan a la sucursal de Detroit de S.T.A.R. Labs con el cuerpo de Cyborg. Al llevarlo a Silas Stone y T. O. Morrow, le informan que Grid le arrancó su sistema de apoyo cibernético cuando llegó el Sindicato del Crimen de América. Después de explicar cómo él y Catwoman evadieron estar atrapados dentro de Firestorm, donde quedaron atrapados el resto de la Liga de la Justicia y la Liga de la Justicia de América, Batman le dice a Silas que salve a Víctor.

## En otros medios

### Televisión

#### Animación
- Se alude a Silas Stone en The Super Powers Team: Galactic Guardians. En el episodio "The Seeds of Doom", Martin Stein le cuenta a Ronnie Raymond sobre la historia de Cyborg, que incluía que Silas había salvado a su hijo de un accidente.
- Silas Stone aparece en la tercera temporada de la serie animada Young Justice, con la voz de Khary Payton.[8]A esta versión anteriormente se le encomendó estudiar una Caja Padre, que usó para salvar a Víctor después de que fuera herido mortalmente por un dispositivo de seguridad Reach. Posteriormente, Víctor culpa a Silas por arruinar su vida antes de que finalmente se reconcilien.[9]
- Silas Stone aparece en el episodio de Mis aventuras con Superman, "Fullmetal Scientist", con la voz de Byron Marc Newsome.[10]Esta versión es un científico de AmerTek.

#### Acción en vivo
- Silas Stone aparece en Doom Patrol, interpretado por Phil Morris.[11]Aparece por primera vez en el episodio "Donkey Patrol", donde se pone en contacto con su hijo para pedirle que vuelva a casa. Cyborg declina y afirma que se ha unido a Doom Patrol. En el episodio "Doom Patrol Patrol", Silas aparece en el cuartel general de Doom Patrol para arreglar Cyborg después de una batalla con el Culto del Libro No Escrito que también involucró al Sr. Nadie autodestruyendo el cañón del brazo de Cyborg. En "Cyborg Patrol", Victor es capturado por la Oficina de Normalidad. Silas lidera al resto de Doom Patrol en un plan para liberarlo, pero al llegar a su hijo, el Sr. Nadie le hace creer a Cyborg que a Silas no le importaba su hijo. Cyborg aparentemente mata a Silas, antes de que el Sr. Nadie parezca burlarse de él por asesinar a su padre sin ninguna razón. Sin embargo, en "Flex Patrol", se reveló que Silas todavía está vivo y en estado crítico. Después de que Elasti-Girl ayuda a reinstalar Grid, Cyborg se queda al lado de su padre. En el episodio "Penultimate Patrol", Cyborg se disculpa con su padre por atacarlo. Silas admite haber alterado los recuerdos de Cyborg, específicamente la muerte de su madre y que todavía estaba viva después de la explosión. Él revela que ella realmente murió en S.T.A.R. Labs después de Silas decidieron salvar la vida de su hijo sobre la de ella por sugerencia del Jefe.

### Película

#### Animación
- Silas Stone aparece en Justice League: War, con la voz de Rocky Carroll.
- Una versión de realidad alternativa de Silas Stone aparece en Justice League: Gods and Monsters, con la voz de Carl Lumbly. Esta versión es miembro del Proyecto Fair Play junto a John Henry Irons, Karen Beecher, Kimiyo Hoshi, Michael Holt, Pat Dugan, Profesor Hamilton, Ray Palmer, Stephen Shin, T.O. Morrow, Thaddeus Sivana, Victor Fries y Will Magnus. Superman lo alistó para desbloquear los datos aparentemente faltantes de la nave espacial Kryptoniana de Superman. Más tarde esa noche, Silas fue atacado por un Metal Man que estaba en la forma de Superman como parte de un complot para enmarcar a Superman. El Superdroide quemó vivos a Silas y a su hijo Victor Stone.
- Silas Stone aparece en Batman Unlimited: Monster Mayhem, con la voz de Cedric Yarbrough.
- Silas Stone aparece en The Death of Superman, con la voz de Rocky Carroll.

#### Acción en vivo
- Silas Stone aparece en las películas ambientadas en el DC Extended Universe retratado por Joe Morton.[12]
  - Stone aparece por primera vez en Batman v Superman: Dawn of Justice (2016). Se le muestra experimentando con su hijo Victor Stone y convertirlo en Cyborg, usando una Caja Madre.
  - Stone aparece nuevamente en Liga de la Justicia (2017). Él estaba entre los científicos que fueron capturados por Steppenwolf debido a que había entrado en contacto con la Caja Madre. Mientras Batman y Wonder Woman luchaban contra Steppenwolf, Flash rescató a Stone y a los otros científicos. Después de la derrota de Steppenwolf, se lo ve uniéndose a Cyborg mientras ambos hacen mejoras en el cuerpo de su hijo. En la versión del director, Liga de la Justicia de Zack Snyder (2021), Silas muere mientras activa de forma remota una Caja Madre.